# Сумішевський Ярослав Олександрович
Ярослав Олександрович Сумішевський (нар.. 18 жовтня 1983, м. Шахтарськ, Сахалінська область, Російська РФСР, СРСР) — російський естрадний співак, засновник та беззмінний ведучий інтернет-проекту «Народний Махор», учасник шоу російського Першого каналу «Три акорди» (2018).

## Біографія
Ярослав закінчив музичну школу за класом баяна. Після закінчення звичайної школи вирушив до сусіднього Южно-Сахалінська, де вступив до училища мистецтв на спеціальність «хорове диригування».
Закінчивши училище, Ярослав вирушив до Москви, де вступив на вокальне відділення Московського державного університету культури та мистецтв. 2009 року співак отримав диплом цього університету.

### Музика
Першим серйозним етапом у музичній кар'єрі Ярослава стала участь у телевізійному музичному проекті «Хелло, Юрмала!» 2009 року, де Ярослав отримав нагороду «Приз глядацьких симпатій».
Першу популярність в інтернеті отримав, знімаючи розіграші (пранки):
- Флешмоб на пісню смуглянка[4];
- Водій маршрутки[5];
- Даїшник[6].

У 2011 році знято перший офіційний кліп співака на пісню «Птица-любовь».
У 2013 році було засновано проєкт «Народний Махор».
У 2018 році Ярослав взяв участь у передачі «Три акорди».
17 жовтня 2018 року Ярослава відіграв сольний концерт у Москві у «Вегас Сіті Холлі», де презентував програму «Сумісництво».
17 листопада 2019 року Ярослав представив програму «Я все життя йшов до тебе» у Державному Кремлівському палаці.

## Оцінки
«Вчора він не здивував, а вразив мене. Міркуйте самі: аншлаг у державному Кремлівському палаці. Чимало артистів збирають аншлаги, скажете ви? По-перше, мало хто, враховуючи, що це був дебют. По-друге, більшість наших зірок елементарно „наганяють“ Кремль безплатними запрошеннями та розповсюдженими по організаціях зниженими в ціні квитками. У цьому випадку я стовідсотково знаю, що такого не було. Прийшли люди, реально закохані в артиста, людину, голос, пісні… Це безумовне, щире кохання майже чотири години панувала, і в залі, і на сцені. Ім'я всьому цьому — Ярослав Сумішівський…». — Євген Григор'єв

## Особисте життя
Від першого шлюбу Ярослав має доньку Ксенію. Ксенія є учасником волонтерського руху, допомагає безпритульним тваринам.
Другою дружиною співака стала Наталія Бородкіна (померла після страшної аварії під Красноярськом 6 лютого 2021 року), яка була також директором проєктів Ярослава.
У 2017 році у Наталії та Ярослава народився син Мирослав.

## Дискографія
| Рік випуску | Назва релізу             |
| ----------- | ------------------------ |
| 2017        | «Мама»                   |
| 2018        | «Исповедь»               |
| 2019        | «Сумишествие»            |
| 2020        | «Я всю жизнь шел к тебе» |
| 2020        | «Ступени»                |